# Guérin (évêque de Beauvais)
Pour les articles homonymes, voir Guérin.
Guérin, appelé également Garin ou Warin, est un évêque de Beauvais en fonction de 1024 à 1030. 

## Biographie
Guérin participe notamment à la condamnation des hérétiques d'Orléans.
En 1023, il rédige avec l'évêque de Soissons, Bérold, un serment de paix de dieu destiné aux seigneurs environnant :

« Je n'envahirai en aucune façon les églises […] Je n'assaillirai pas le clerc et le moine qui ne portent pas les armes du siècle, ni celui qui les accompagne sans lance ni bouclier, à moins que je n'aie sujet de me plaindre d'eux ou qu'ils ne veuillent pas réparer dans l'espace de quinze jours la faute commise contre moi […] Je ne saisirai ni le paysan ni la paysanne ni les marchands […] Je n'assaillirai pas le marchand ni le pèlerin et je ne prendrai pas leurs biens, sauf faute de leur part. […] »